# Epipolasis
Epipolasis is een geslacht van sponsdieren uit de klasse van de Demospongiae (gewone sponzen).

## Soorten
- Epipolasis maraensis Kang & Sim, 2008
- Epipolasis profunda Diaz, van Soest & Pomponi, 1993
- Epipolasis spissa (Topsent, 1892)
- Epipolasis suluensis (Wilson, 1925)